# Cratolirion
Cratolirion (лат.) — род вымерших растений из класса Однодольные, росших во времена мелового периода (115—113 млн лет назад) на территории современной Бразилии, один из древнейших представителей класса. К роду относят единственный вид — Cratolirion bognerianum.

## История изучения
Ископаемые остатки растения обнаружены в отложениях известняка, образовавшегося на месте пресноводного озера, на территории муниципалитета Крату (северо-восток Бразилии). Плиты известняка попали в коллекцию Музея естествознания в Берлине, сотрудники которого и описали новый род и вид.
В том же отложении найдено ископаемое растение Spixiarum kipea. 

## Описание
Остатки хорошо сохранились, различимы большинство органов растения: корни, листья, бутон, что позволило оценить репродуктивные, вегетативные и анатомические особенности нового вида. На окаменелостях видны типичные черты однодольных растений: мочковатые корни, листья с параллельным жилкованием. В высоту Cratolirion был около 40 см. 